# Feldhaubitze 105mm XM 204
Die 105 mm Feldhaubitze XM 204 ist ein Geschützprototyp aus der Entwicklung und Produktion des Rock Island Arsenal (RIA).

## Technisches Konzept
Anfang der 1960er-Jahre führte das Rock Island Arsenal Versuche auf Basis schon vor dem Ersten Weltkrieg bei Rheinmetall erprobter Konzepte des sogenannten Soft Recoil und des amphibischen Pilotprojektes XM104 durch. Bei dem „sanften Rohrrücklauf“ wird der Rückstoß durch einen hydropneumatisch gesteuerten Rohrvorlauf teilweise kompensiert.
Dazu wird das Rohr zunächst vor dem ersten Schuss mittels hydropneumatischer Feder in die hinterste Stellung gezogen und arretiert. Nach Lösung der Arretierung beginnt der Vorlauf. Während des Vorlaufs des Rohres wird selbsttätig der Schuss ausgelöst. Der Rückstoß nach dem Abschuss zehrt den Vorlaufimpuls auf, der Restimpuls bringt das Rohr wieder in hinterste, arretierte Stellung für den nächsten Schuss.
Das Konzept hat u. a. den Vorteil einer leichten Konstruktionsweise, da die Lafette durch die geringere Beanspruchung erheblich leichter ausgelegt werden kann.

## Konstruktive Merkmale
Das Geschütz verfügt über eine Ober- und Unterlafette mit Scharnierverbindung als Schweißkonstruktion in Leichtbauweise mit einem Bettungskranz, der das horizontale Richten um 360° ermöglicht. Das Richten des Rohres wird horizontal mit zwei Walzen vorn am Boden und vertikal mit zwei Teleskopzylinder ermöglicht. Das Zielen erfolgt beim direkten Schießen mit Zielfernrohr, beim indirekten über eine Zieleinrichtung mit einem Rundblickfernrohr. Das Rohr verfügt über einen Querkeilverschluss und eine hydropneumatische Rohrbremse nach dem Soft-Recoilsystem. Ein Ausgleicher ist nicht erforderlich. Mit drehstabgefederten, einziehbaren Scheibenrädern und Luftbereifung wird mittels eines Protzhakens an der Rohrmündung der Anhängetransport mit Fahrzeugen durchgeführt.

## Weitere Entwicklung

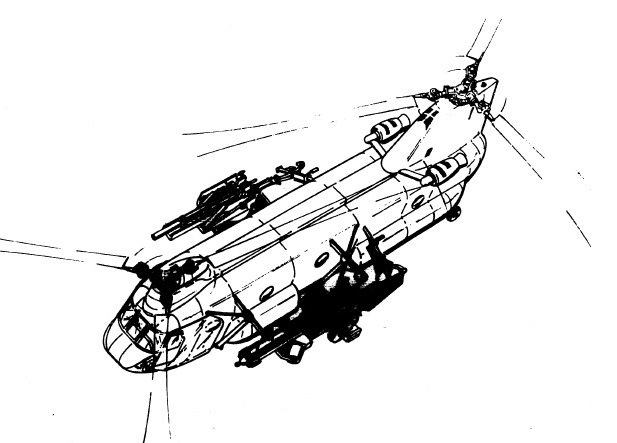
Feldhaubitze XM 204 in der Designstudie mit der CH 47-C

In Folge wurde von 1968 bis 1975 acht Prototypen gebaut und Vergleichstests mit den 105 mm Feldhaubitzen M101 A 1 und M102 unterzogen. Als Ergebnis gegenüber den „konventionellen“ Geschützen wurde festgestellt:
- höhere Standfestigkeit des Geschützes auf Grund des geringeren Rückstoßes
- 360° Seitenrichtbarkeit durch die Konstruktion der Lafette
- höhere Feuergeschwindigkeit
- verbesserte Reichweite
- schnelle Feuerbereitschaft
- reduzierte Abmessungen zum Beispiel für den Lufttransport

Nachteilig erwiesen sich
- Zielungenauigkeiten auf Grund der Schwingungen des Rohrs
- Gefahr des Umkippens des Geschützes bei Fehlfunktionen des Rücklaufs

1978 wurde die Weiterentwicklung des Geschützes eingestellt.
Es zeigten sich während der Erprobung immer noch die gleichen Probleme wie bei den Arbeiten von Rheinmetall vor dem 1. Weltkrieg.

## Designstudie Luftgestützte Artillerie
Im Sommer 1972 erarbeitete die Boeing Vertol Division im Auftrag des U.S.Army Weapons Command eine Designstudie einer hubschraubergestützten Version des Geschützes. Die Studie ging von je einem links und rechts seitlich am Rumpf einer CH-47C montierten Geschütz XM 204 aus. Verschiedene taktische Szenarien wurden, sowohl im Luft-Boden- mit beiden Geschützen, als auch im Boden-Boden-Einsatz nur mit dem rechten Geschütz, durchdacht.
Dabei wurde festgestellt, dass ein Einsatz mit einer 9 Mann Besatzung und 96 Schuss Kampfbeladung innerhalb eines Radius von 100 nautischen Meilen möglich sei, der Hubschrauber jedoch dazu rollend starten muss, sofern der Luftdruck geringer ist als auf Meeresspiegelhöhe. Die nötigen Schutzvorrichtungen am Hubschrauber gegen das Mündungsfeuer sowie die Montage der Aufhängepunkte der beiden Waffen erhöhten das Leergewicht lediglich um 128 kg.
Nach Beurteilung der Studie könnten die Geschütze sowohl im Flug, als auch vom Boden abgefeuert werden. Lediglich während des Starts und der Landung wäre der Feuerkampf nicht möglich. Die beim Abschuss auftretenden Rückstoßkräfte beeinflussten das Flugverhalten des Helikopters nicht.
Im Rahmen der Studie entstand ein Modell im Maßstab 1:11.
Dieser Lösungsansatz wurde jedoch auf Grund der zwischenzeitlich aufkommenden Erkenntnisse zu Kampfhubschraubern sowie deren Ausstattung und Einsatz im Vietnamkrieg verworfen.

## Museale Rezeption
Von den acht konstruierten Prototypen befinden sich je ein Exemplar im Yuma Proving Ground Heritage Center, im Anniston Army Depot in Alabama als Exponat im dortigen Army Museum sowie in der Wehrtechnischen Studiensammlung Koblenz.